# انگل (فیلم ۱۹۲۵)
انگل (انگلیسی: The Parasite) فیلمی صامت است که در سال ۱۹۲۵ منتشر شد. از بازیگران آن می‌توان به اوون مور و مج بلامی اشاره کرد.